# رودلف شلايدن
رودلف شلايدن (بالألمانية: Rudolf Schleiden)‏ (و. 1815 – 1895 م) هو دبلوماسي، وسياسي، وكاتب سير ذاتية ألماني، ولد في أشيبيرغ، توفي في فرايبورغ، عن عمر يناهز 80 عاماً.

## مناصب
تولى منصب عضو مجلس النواب الألماني للإمبراطورية الألمانية ‏ (9 مارس 1871–29 نوفمبر 1873)
- Member of the Customs Parliament ‏

.